# Allard Gran Turismo
Der Allard Gran Turismo ist ein zweitüriges Sportcoupé, das die britische Firma Allard von 1957 bis 1960 baute.
Der Wagen hatte wie der zeitgenössische 72XK Palm Beach den Zweinockenwellen-Sechszylindermotor des Jaguar XK 140 mit 3442 cm³ Hubraum (Bohrung × Hub = 83 mm × 106 mm), der 1:8 verdichtet war. Mit zwei SU-Vergasern leistete er allerdings im Gran Turismo 210 bhp (154 kW) bei 5750/min. Der Wagen erreichte eine Höchstgeschwindigkeit von 192 km/h.
Die Vorderräder waren einzeln aufgehängt und hatten eine Torsionsstab-Federung. Die starre Hinterachse war mit Schraubenfedern versehen. Der Radstand betrug 2438 mm, die Spurweite vorne/hinten 1321 mm.
Zusammen mit dem 72XK Palm Beach war der Gran Turismo das letzte von Allard in Großbritannien gebaute Modell.